# Ann Pitt
Ann Pitt, född 1720, död 1799, var en brittisk skådespelare, aktiv 1748-92. 
Hon var aktiv i landsorten från okänt år innan hon 1748 debuterade på Drury Lane i London. Från 1752 och resten av sin karriär var hon aktiv på Covent Garden. Bland hennes mest berömda roller fanns amman i Romeo and Juliet, Relapse i Man of Quality, Love for Love och Isabella, or the Fatal Marriage, värdinnan i King Henry V, Mrs. Quickly i Merry Wives of Windsor, Patch i Busy Body, Mrs. Croaker i Good-natured Man och Mrs. Hardcastle. Hon tillhörde eliten bland skådespelarensemblen i Covent Garden under sin framgångsrika femtioåriga karriär där, och blev år 1757 kallad den bästa skådespelerskan i London. Hon var ogift men kallade sig Mrs Pitt och hade en dotter, Harriet Pitt (d. 1814), som 1762-67 var dansare vid samma teater.  